# Formula of Love
Formula of Love, estilizado como Formula of Love: O+T=<3, es el tercer álbum de estudio coreano del grupo femenino Twice y sexto de sus álbumes de estudio en general. Fue lanzado el 12 de noviembre de 2021 por JYP Entertainment. El álbum contiene 17 pistas, incluyendo su último sencillo en inglés titulado «The Feels», y la pista principal titulada «Scientist».

## Antecedentes y lanzamiento
El 1 de octubre de 2021, tras el lanzamiento del sencillo en inglés de Twice titulado «The Feels», se anunció oficialmente a través de su vídeo musical que el tercer álbum oficial coreano del grupo sería lanzado en noviembre de 2021.
El 8 de octubre, se anunció oficialmente que Twice regresaría musicalmente el 12 de noviembre con su tercer álbum de estudio bajo el nombre Formula of Love: O+T=<3.
Durante la celebración del sexto aniversario del grupo, en una transmisión en vivo titulada H6ME PARTY with 6NCE el 20 de octubre, el grupo interpretó la canción titulada «Candy», en lo que sería la segunda canción confirmada del nuevo álbum, junto con el sencillo lanzado previamente «The Feels».
El 25 de octubre, se lanzó un tráiler de apertura del álbum, donde se presenta a las miembros de Twice como investigadoras en un laboratorio, mientras explican científicamente cómo saber cuando te has enamorado. Para demostrarlo, realizan una serie de “experimentos de amor”, mostrando los diversos signos de enamoramiento de una persona.
El 29 de octubre fue presentado el cronograma del lanzamiento y se publicó la lista de canciones, confirmando que el álbum contendrá 17 canciones (dos de ellas aparecerán solo en su versión digital), y que el sencillo principal llevará por nombre «Scientist». Además, el álbum contará con tres canciones interpretadas por tres subunidades del grupo.

## Lista de canciones
| CD / Descarga digital |                                     |                                                                                     | |                                                                     |          |  |
| N.º                   | Título                              | Letras                                                                              | Música                                                                                             | Arreglo                                                             | Duración |  |
| 1.                    | «Scientist»                         | Shim Eunji                                                                          | Anne-Marie, Melanie Fontana, Michel "Lindgren" Schulz, Tommy Brown, Steven Franks, 72              | Tommy Brown, Mr. Franks, Michel "Lindgren" Schulz                   | 3:14     |  |
| 2.                    | «Moonlight»                         | Michael Pollack, Jake Torrey, Destiny Rogers                                        | Jonathan Yip, Ray Romulus, Jeremy, Reeves, Ray Charles McCullough II                               | The Stereotypes                                                     | 3:39     |  |
| 3.                    | «Icon»                              | Melanie Fontana, GG Ramirez                                                         | Melanie Fontana, Michel "Lindgren" Schulz, GG Ramirez                                              | Lindgren                                                            | 2:56     |  |
| 4.                    | «Cruel»                             | Dahyun                                                                              | Mich Hansen, Jeppe London Bilsby, Lauritz Emil Christiansen, Brooke Tomlinson, Alma Gudmundsdottir | Cutfather, Jeppe London Bilsby, Lauritz Emil Christiansen           | 3:31     |  |
| 5.                    | «Real You»                          | Jihyo                                                                               | earattack, Sophia Pae, Gong-ra, Master Key                                                         | earattack, Gong-ra                                                  | 3:07     |  |
| 6.                    | «F.I.L.A (Fall in Love Again)»      | Nayeon                                                                              | Anne Judith Stokke Wik, Sonny J Mason, Karen Poole, Ronny Svendsen                                 | Anne Judith Stokke Wik, Sonny J Mason, Karen Poole, Ronny Svendsen  | 3:11     |  |
| 7.                    | «Last Waltz»                        | Shim Eunji                                                                          | Shim Eunji, Lee Hae-sol, EJAE                                                                      | Lee Hae-sol                                                         | 2:50     |  |
| 8.                    | «Espresso»                          | Mospick, Young Chance                                                               | Mospick, Young Chance                                                                              | Mospick                                                             | 3:07     |  |
| 9.                    | «알고 싶지 않 (Rewind)»             | E.One                                                                               | E.One                                                                                              | E.One                                                               | 3:00     |  |
| 10.                   | «선인장 (Cactus)»                   | Jihyo                                                                               | Jihyo, Coke Paris                                                                                  | Coke Paris                                                          | 3:37     |  |
| 11.                   | «Push & Pull» (Jihyo, Sana, Dahyun) | Lee Seu-ran                                                                         | Justin Reinstein, Anna Timgren                                                                     | Justin Reinstein                                                    | 3:25     |  |
| 12.                   | «Hello» (Nayeon, Momo, Chaeyoung)   | Jed, Luke, Davidior                                                                 | Davidior, Jed                                                                                      | Davidior                                                            | 3:03     |  |
| 13.                   | «1, 3, 2» (Jeongyeon, Mina, Tzuyu)  | Shim Eunji                                                                          | Marcus Van Wattum, Jenson Vaughan, Lauren Dyson, Alexander Pavelich                                | Marcus Van Wattum, Jenson Vaughan, Lauren Dyson, Alexander Pavelich | 3:18     |  |
| 14.                   | «Candy»                             | Lewis Shay Jankel Pka Shift K3Y                                                     | Lewis Shay Jankel Pka Shift K3Y                                                                    | Lewis Shay Jankel Pka Shift K3Y                                     | 3:15     |  |
| 15.                   | «The Feels» (korean version)        | Chaeyoung, Lee Woo-min "collapsedone", Justin Reinstein, Anna Timgren, Boy Matthews | Lee Woo-min "collapsedone", Justin Reinstein, Anna Timgren                                         | Lee Woo-min "collapsedone", Justin Reinstein                        | 3:18     |  |

| Solo descarga digital |                           |                                                                          |                                                                                       |                                                          |          |  |
| N.º                   | Título                    | Letras                                                                   | Música                                                                                | Arreglo                                                  | Duración |  |
| 16.                   | «The Feels»               | Lee Woo-min "collapsedone", Justin Reinstein, Anna Timgren, Boy Matthews | Lee Woo-min "collapsedone", Justin Reinstein, Anna Timgren                            | Lee Woo-min "collapsedone", Justin Reinstein             | 3:18     |  |
| 17.                   | «Scientist» (R3hab Remix) | Shim Eunji                                                               | Anne Marie, Melanie Fontana, Michel "Lindgren" Schulz, Tommy Brown, Steven Franks, 72 | Tommy Brown, Mr. Franks, Michel "Lindgren" Schulz, R3hab | 3:28     |  |
| 51:59                 |                           |                                                                          |                                                                                       |                                                          |          |  |

## Reconocimientos

### Listados
| Publicación      | Lista                     | Ranking | Ref.   |
| ---------------- | ------------------------- | ------- | ------ |
| Beats Per Minute | Top 50 Albums of 2021     | 48.º    | [ 9 ]  |
| Genius Korea     | 2021 Year-End: Top Albums | 6.º     | [ 10 ] |

## Posicionamiento en listas
| Lista (2021)                            | Mejor posición |
| --------------------------------------- | -------------- |
| Bélgica (Ultratop 200 Flandes)          | 64             |
| Bélgica (Ultratop 200 Wallonia)         | 132            |
| Canadá (Billboard Canadian Albums)      | 17             |
| Corea del Sur (Gaon Album Chart)        | 1              |
| Estados Unidos (Billboard 200)          | 3              |
| Estados Unidos (Billboard World Albums) | 1              |
| Finlandia (Suomen virallinen lista)     | 10             |
| Hungría (MAHASZ)                        | 10             |
| Japón (Billboard Japan Hot Albums)      | 17             |
| Japón (Japan Oricon Albums Combined)    | 2              |
| Lituania (AGATA)                        | 100            |
| Países Bajos (Album Top 100)            | 77             |
| Reino Unido (UK Download Chart)         | 39             |

| Lista (2021)                     | Mejor posición |
| -------------------------------- | -------------- |
| Corea del Sur (Gaon Album Chart) | 2              |

| Lista (2021)                     | Mejor posición |
| -------------------------------- | -------------- |
| Corea del Sur (Gaon Album Chart) | 19             |

## Historial de lanzamiento
| Región | Fecha                   | Formato                         | Distribuidora     | Ref.   |
| ------ | ----------------------- | ------------------------------- | ----------------- | ------ |
| Varios | 12 de noviembre de 2021 | CD, Descarga digital, streaming | JYP Entertainment | [ 26 ] |